# Синий бог
«Си́ний бог», также «Голубо́й бог» (фр. Le Dieu bleu) — одноактный балет в постановке М. М. Фокина на музыку Рейнальдо Ана по либретто Жана Кокто и Федерико Мадрасо-и-Очоа. Впервые представлен силами антрепризы Русский балет Дягилева 13 мая 1912 года в Шатле, Париж. 

## История создания
В источниках на русском языке встречаются два перевода французского названия фр. Le Dieu bleu: «Голубой бог» — в воспоминаниях С. Л. Григорьева; «Синий бог» — в мемуарах М. М. Фокина, в фундаментальной монографии В. М. Красовской по истории русского балета, в балетных энциклопедиях, также и в названии возобновлённой постановки и у Е. Я. Суриц. Если ассоциировать этот персонаж балета с индусским богом Кришной, то его цвет синий или же иссиня-чёрный.
С 1909 по 1912 год Русские сезоны представили в европейских столицах шесть балетов восточной тематики: «Половецкие пляски», «Клеопатра», «Шехеразада», «Ориенталии», «Синий бог» и «Тамара». 13 мая 1912 года Седьмой Русский сезон (четвёртый парижский) открылся программой с премьерой «Синего бога». В том же сезоне состоялись иные премьеры: 20 мая «Тамара», 29 мая «Послеполуденный отдых фавна», 7 июня «Дафнис и Хлоя».
Григорьев писал, что Дягилев не был уверен в успехе нового балета «Голубой бог»: «Наибольшее сомнение у него вызывала музыка Рейнальдо Ана, на которую он согласился лишь из чувства вежливости. Прочими слагаемыми были хореография Фокина, декорации и костюмы Бакста, сценарий Кокто. У всех были свои достоинства. Но в целом балет оказался скучным, лишённым эффектности, и даже танцы Нижинского и Карсавиной, Нелидовой и Фроман не смогли по-настоящему вдохнуть в него жизнь». 
Декорация Бакста была выполнена по мотивам изображений скульптур из храмового комплекса кхмеров Байон в Ангкор-Тхом XII века. Согласно Григорьеву, «Основу хореографии составляли главным образом сиамские танцы, которые Фокин увидел несколько лет назад во время гастролей сиамской труппы в Санкт-Петербурге». Премьеры «Голубого бога» и «Тамары» прошли вяло и не завоевали успеха. Григорьев писал о неудаче балета.

## Либретто
Сюжет приводится в соответствии со сценарием Жана Кокто и Федерико Мадрасо.
Жаркий вечер времён мифической Индии. Под звёздным небом у высеченного в скале храма в центре бассейна покоится священный лотос. Слева огромные позолоченные подъёмные врата храма. В глубине сцены за решёткой алтаря течёт Ганг. Всё заросло дикой цветущей растительностью. Со стен свисают священные змеи. У воды дремлют огромные черепахи.
Молодой человек собирается стать жрецом. Идут приготовления к ритуальной церемонии. Три девушки несут жертвенных павлинов, другие подносят фрукты и цветы. Во время танца баядерок и йогов юноше поверх его мирской одежды надевают шафрановое одеяние служителя культа.
Внезапно через кольцо охранников прорывается молодая девушка и припадает к коленям юноши, умоляя его не покидать её ради служения богам. Он мягко отстраняет её, продолжая пребывать в экстазе. Жрецы оскорбляют девушку и c презрением пытаются прогнать её. Невзирая на их угрозы, она своим танцем пытается вернуть возлюбленного. Поведение девушки нарушает таинство посвящения. Молодой человек замечает любимую, его раздирают сомнения, и он бросается к ней. Жрецы впадают в неистовство и увлекают адепта с собой. Верховный жрец угрожает девушке страшным наказанием: её заковывают в цепи и сажают за решётку. В тишине и одиночестве она пытается выбраться из заточения, но решётка не поддаётся и выдерживает слабый натиск. Появляются злые духи (гротескные чудовища Фокина), пытающиеся овладеть девушкой. Тут она вспоминает о лотосе.
Бассейн заливается светом — это открывается лотос, из которого возникает богиня. Следуя мановениям её рук из воды появляется бог. Весь он синего цвета, только губы и ногти отливают серебром. Богиня указывает ему на мученицу. Своим стремительным танцем Синий бог усмиряет злых духов.
Входят жрецы, чтобы удостовериться в действенности наказания, но при виде чуда падают ниц на землю. Богиня лотоса приказывает освободить девушку. Трясущиеся от благоговения жрецы подчиняются повелению. В храме воцаряется атмосфера буддистского счастья (sic!). Возлюбленные встречаются в объятиях.
По мановению богини возникает ведущая в облака золотая лестница. Богиня скрывается в цветке лотоса, Синий бог восходит к небесам.

## Премьера
- 1912 — 13 мая, «Синий бог» («Голубой бог»), индусская легенда в одном акте. Сценарий Ж. Кокто и Ф. Мадрасо, музыка Р. Ана, хореография М. Фокина, оформление Л. Бакста. Дирижёр Д. Ингельбрехт[1][16] (Д. Ингхельбрехт[7] — Désiré-Emile Inghelbrecht[23]), режиссёр С. Григорьев. Театр Шатле, Париж[1]

Действующие лица и исполнители
- Синий бог — В. Ф. Нижинский[11][12]
- Богиня — Л. Р. Нелидова
- Молодая девушка — Т. П. Карсавина[13]
- Молодой человек — Максимилиан Фроман[16]
- Баядера —  Б.Ф. Нижинская
- Верховный жрец — М. В. Фёдоров
- Девушки, несущие павлинов — Пильц, Астафьева, Чернышёва[19]

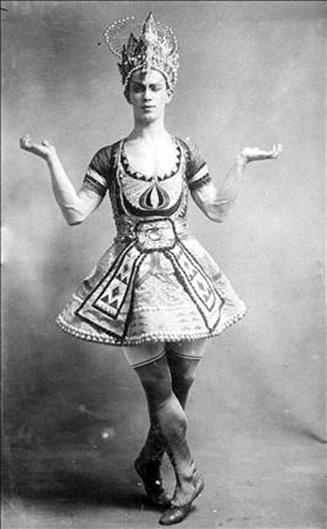
Синий бог (Нижинский)
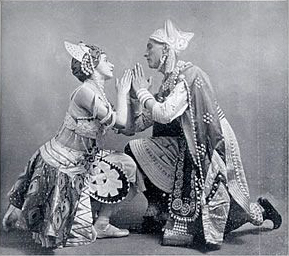
Молодая девушка и молодой человек (Карсавина и Фроман)
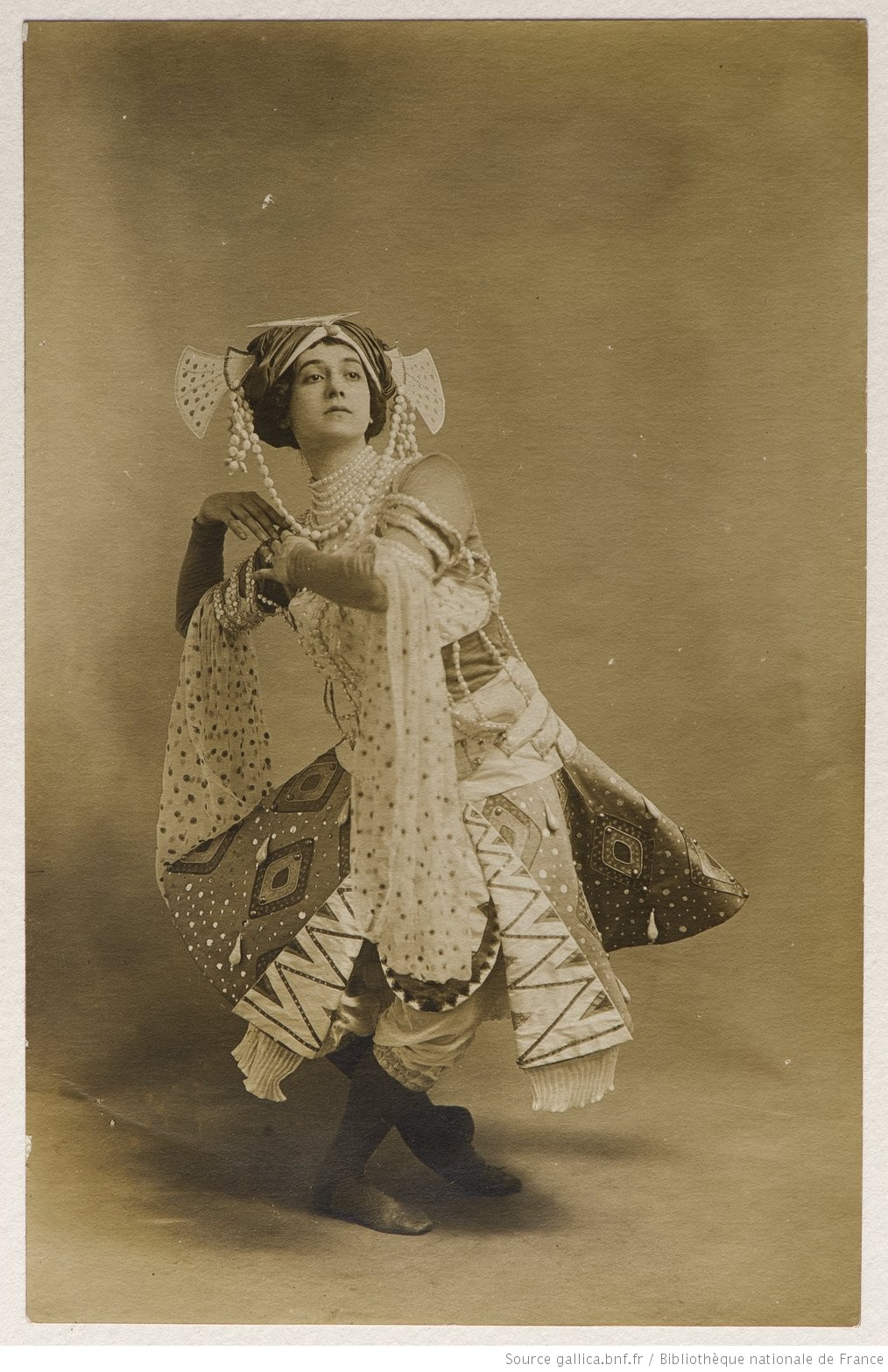
Молодая девушка (Карсавина)

## Возобновление
- 2005 — 25 октября, постановка Андриса Лиепы с труппой Кремлёвский балет; музыка Александра Скрябина (Поэма экстаза, op. 54), хореография Уэйна Иглинга (Wayne Eagling, English National Ballet), костюмы и декорации Леона Бакста, восстановленные Анной Нежной.
- Синий Бог — Н. М. Цискаридзе
- Богиня — И. М. Лиепа
- Девушка — Н. Г. Балахничева
- Юноша — Юрий Белоусов[14]